# Actes impurs
Actes impurs est un roman, publié à titre posthume, de Pier Paolo Pasolini paru en 1982. Il est publié avec un autre texte inédit, Amado mio. 

## Argument
À la fin de la seconde guerre mondiale, réfugié dans la campagne du Frioul, le narrateur improvise une classe dans un village et s’éprend de jeunes adolescents, Gianni, Nisuiti. Le second texte raconte la difficile quête amoureuse d’un homme, Desiderio, tombé amoureux d’un jeune paysan dans l’après-guerre.

## Commentaires
Largement autobiographiques, ces textes relatent les tourments de l’auteur face au désir qui l’envahit. Proches du journal intime, ils décrivent les ravages de la passion amoureuse. La guerre est présente en arrière-plan dans le premier récit, Actes impurs, et accentue l’atmosphère pesante, miroir de la souffrance du narrateur. La beauté des paysages et la rusticité participent à l’exacerbation de la sensualité. Le second texte se déroule dans une ambiance plus festive après la guerre. Jeux de plage, fêtes de village, cinémas, servent de décor aux rencontres amoureuses. Le titre, Amado mio, se rapporte au film Gilda dans lequel Rita Hayworth interprète cette chanson.